# Hunting Air Transport
Hunting Air Transport war eine britische Fluggesellschaft mit Sitz in London-Gatwick und Bovingdon, die unter diesem Namen von 1951 bis 1953 aktiv war.

## Geschichte
Hunting Air Transport wurde im August 1951 gegründet. Sie ging aus der im Dezember 1945 gegründeten Hunting Air Travel hervor. Anfangs betrieb sie eine Flotte von 8 Vickers Viking und einer Douglas DC-3.
Am 14. Juni 1952 startete der erste Flug auf der rasch berühmt werdenden Billigstrecke „Safari“ von London nach Nairobi in Kenia. In Zusammenarbeit mit Airwork wurde einmal wöchentlich mit Vickers Viking, ausgerüstet mit 27 Passagiersitzen, der dreitägige Flug durchgeführt. Er verlief unter anderem über Nizza, Malta (Übernachtung), Wadi Halfa, Khartum (Übernachtung), Juba und Entebbe.
Während dies nicht mit BOAC konkurrieren konnte, deren Flug nur 24 Stunden dauerte, lag der Auslastungsfaktor in den ersten neun Monaten bei durchschnittlich 93 %; Hunting-Clan und Airwork erreichten einen sehr hohen durchschnittlichen Belegungsfaktor von 85–90 %, da ihr 98-Pfund-One-Way-Tarif 42 £ billiger war als die vergleichbaren BOAC-Preise. Diese Strecke erwies sich als so beliebt, dass ein zweiter wöchentlicher Flug aufgelegt wurde, der von den beiden Unternehmen abwechselnd betrieben wurde.
Die Popularität dieses Unternehmens veranlasste Hunting, einen weiteren Kolonial-Flug nach Salisbury zweimal monatlich durchzuführen, abwechselnd mit Airwork und in Verbindung mit Central African Airways. Die mehrtägige Streckenführung war ähnlich wie auf der Nairobi-Linie, allerdings ab Entebbe noch verlängert über Tabora, Ndola und Lusaka.
Der Flugpreis enthielt alle Mahlzeiten, die Hotelübernachtungen und 20 Kilogramm Freigepäck. Die Mindesttarife der International Air Transport Association (IATA) galten für diese Flüge nicht, da die meisten IATA-Mitgliedsfluggesellschaften befugt waren, Preise für Inlandsflüge festzulegen und zu kontrollieren. Dazu gehörten auch die Überseegebiete der Länder.
Die Besatzung einer Viking bestand aus zwei Piloten und einem Funkoffizier auf allen kurz- bis mittellangen „Safari-Routen“. Auf allen Langstreckenflügen gab es zusätzlich auch einen Flugzeugmaschinisten. Alle Flugzeuge hatten auch eine Flugbegleiterin in der Passagierkabine.
Im Oktober 1953 wurden die Verträge mit dem Air Ministry über Flüge nach Malta und Gibraltar um zwei Jahre verlängert. Vereinbart wurden jährlich 500 Flüge und der Transport von 50.000 Passagieren. Dies entsprach etwa 30 % der Truppenflüge aller unabhängigen britischen Fluggesellschaften.
Im Mai 1953 wurde Hunting als erste unabhängige Fluggesellschaft Mitglied der IATA.
Eine reine Frachtstrecke namens Africargo wurde mit DC-3 eingerichtet, von Manchester und London nach Ostafrika.
Die Gesellschaft ging im Oktober 1953 in der Hunting-Clan Air Transport auf, nachdem eine Vereinbarung zwischen der Hunting Group und der Clan-Linie getroffen wurde. Beide investierten jeweils 500.000 Pfund in das neue Unternehmen, Hunting-Clan Air Holdings Ltd., für die kombinierte Gruppe von Transportbeteiligungen. Dazu gehörte neben Hunting-Clan Air Transport auch Field Air Services Ltd, die Wartungssparte der Hunting Group.

## Flugziele
Die meisten Flugziele befanden sich in Großbritannien, viele aber auch in anderen europäischen Ländern.
Im Jahr 1953 erhielt Hunting auch Linienverkehrsrechte nach Hamburg, Kopenhagen, Oslo und Stockholm.

## Flotte

### Flotte bei Betriebsübergang
- 1 × Avro Anson
- 2 × Avro York
- 1 × De Havilland DH.89 Dragon Rapide
- 7 × Douglas DC-3
- 8 × Vickers Viking

## Zwischenfälle
- Am 17. Februar 1952 wurde eine Viking 1 der britischen Hunting Air Transport (G-AHPI) in den Berg Monte la Cinta auf Sizilien (Italien) geflogen. Die Maschine war auf dem Weg von Nizza nach Malta und sollte schließlich nach Nairobi (Kenia) weiterfliegen. Alle 31 Insassen, 5 Besatzungsmitglieder und 26 Passagiere, wurden getötet. Unfallursache war ein Controlled flight into terrain (CFIT).[7]